# 鞍馬サンド
鞍馬サンド（くらまさんど）とは、三重県鈴鹿市野村町に店舗を置く喫茶店、運営会社はパンタロン株式会社。

## 概要
一風変わったサンドイッチを販売するサンドイッチ専門店。店名は鞍馬山で登山者にサンドイッチを提供していた店に憧れた初代の店主が名付けた。現在は鈴鹿店の1店舗のみだが、過去には丸栄や新宿ワシントンホテル、東京都渋谷区代々木にも店舗があった。
販売しているサンドイッチは50種類以上で、照り焼きチキンなどを挟んだ惣菜サンドの「鞍馬」、プリンと生クリームを挟んだスイーツサンドの「京極」など様々。店主の「挟めるものは何でも試そう」という考えから変り種商品も多く存在し、代表的なものとして納豆コーヒーゼリーサンドの「醍醐」が挙げられる。「醍醐」は開店まもなく発売された商品の1つで、当初は全然売れずに販売中止も検討された。発売から4年後に改良すると珍しさからテレビや雑誌、インターネットを通じて広く認知されるようになり、今では人気メニューとして定着している。

## 沿革
- 1997年（平成9年） - 三重県鈴鹿市住吉町にて開店。
- 2016年（平成28年） - 現在の場所に移転。